# Комкор
Комкор —

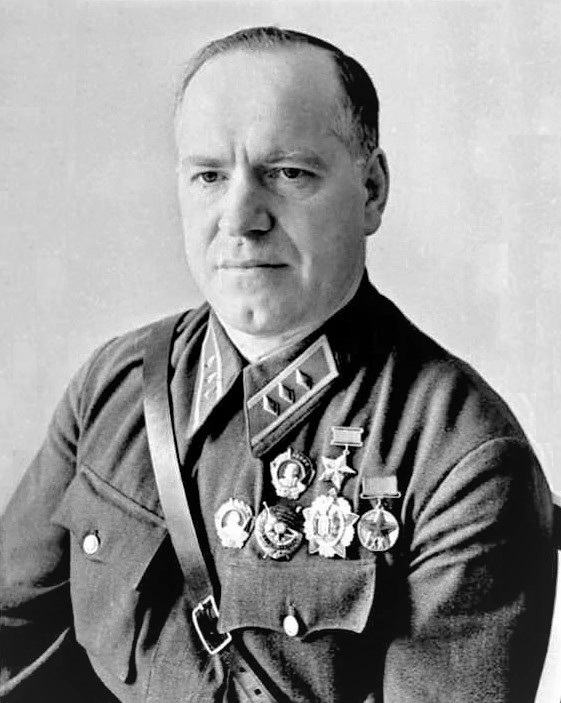
Г. К. Жуков у однострої комкора, 1939 рік

1. скорочена назва посади командира корпусу.
2. військове звання вищого командного складу в сухопутних військах, ВПС Червоної армії, а також у військах НКВС в 1935–1940.

Комкор — військове звання вищого командного складу в армії СРСР, а також у військах НКВС з 1935 до 1940 року.
Вище за військове звання комдива, нижче за звання командарма 2-го рангу.

## Військове звання в Червоній армії СРСР
Військове звання Комкор  ведено постановою ЦВК і РНК СРСР від 22 вересня 1935 «О введенні персональних військових звань начальницькому складу РСЧА» (рос. «О введении персональных военных званий начальствующего состава РККА»). У ВМФ званню комкора відповідало звання флагмана І рангу, а у військово-політичному складі армії і флоту — корпусного комісара. В органах держбезпеки званню комкора відповідало звання комісара держбезпеки 3-го рангу.
Указами Президії Верховної Ради СРСР від 7 травня 1940 звання комкор та йому відповідні були замінені генеральськими і адміральськими військовими званнями.

### Посада в 1922—1924 роках
Більшовицьким декретом від 10 (23) листопада 1917 року військові чини, звання та титули було скасовано. У збройних силах радянської республіки було започатковано рівність та виборність, але як виявилося у війську все одно були необхідні командири які були б призначені на посади виходячи з їхнього досвіду та здібностей. Солдатські комітети поступово втрачають своє значення, а командири підрозділів починають знову призначатися на посади, а не обиратися. Якщо первинно було досить носити нагрудний знак «червоного командира», то подальший досвід примусив ввести більш чіткіші знаки розрізнення посад військовослужбовців командирів.
Вперше посадові знаки розрізнення військовослужбовців РСЧА введені наказом РВРР від 16 січня 1919 року у вигляді нарукавних знаків з яскраво-червоного сукна, які нашивалися на лівий рукав гімнастерки і шинелі над обшлагом. Нашивки складалися з п'ятикутної зірки червоного кольору, під якою розміщувалися знаки розрізнення військовослужбовців. В залежності від займаємо посади військовик мав під зіркою певну кількість червоних суконних трикутників, квадратів чи ромбів.
Серед командного складу Червоної армії вище ланки «командир полку», знаки розрізнення на 1919 рік були передбачені для командира полку, начальника дивізії, командувача армії, командувача фронтом. Всі ці посади позначалися геометричною фігурою у вигляді ромбу.
З введенням в січні 1922 для особового складу РСЧА нової єдиної форми одягу знаки розрізнення військовослужбовців стали розміщувати на спеціальному клапані, який нашивався на лівий рукав шинелі і гімнастерки по середині рукава з сукна кольором по роду військ з яскраво-червоним кантом. В верхній частині клапану розміщувалася п'ятипроменева червона суконна зірка, нижче якої нашивалися посадові знаки розрізнення. У командного складу знаки розрізнення були червоні, у адміністративно-господарського складу — сині. Начальницький склад Генерального штабу мали знаки розрізнення з білого металу чи шиття. Як і раніше військовик залежності від займаємо посади мав під зіркою певну кількість суконних трикутників, квадратів чи ромбів (розміщувалися вже вертикально, замість попереднього горизонтального розміщення). Командири корпусу, командуючі армією та заступники командуючих армією, мали за знаки розрізнення три ромби під зіркою. Слід зауважити, що знаки розрізнення у вигляді трьох ромбів в 1919—1922 роках використовували командуючі армією («командарми»).

### Посада та службова категорія в 1924—1935 роках
20 липня 1924 року наказом РВР СРСР № 807, для начальницького складу РСЧА вводяться службові категорії, які згідно службового положення поділялися на групи (молодший, середній, старший та вищий начальницький склад). Поділ начальницького складу встановлювався за основними типовими командно-стройовими посадами, до яких дорівнювалися інші військові посади РСЧА. Командир корпусу відносився до категорії К-12.
Знаки розрізнення службових категорій стають розміщуватися на петлицях, які в свою чергу розміщувалися на комірі. Колір петлиць та їх облямівки залежав від роду військ чи служби до якої відносився військовик. Категорія військовика вказувалася знаками розрізнення у вигляді певною кількості червоних металевих емальованих трикутників — молодший, квадратів — середній, прямокутників (з 27 березня 1925 року) — старший, ромбів — вищий командний та начальницький склад. Командир корпусу та комісар корпус, як представники своєї службової категорії, мали за знаки розрізнення по три ромби на кожній з петлиць. Слід зауважити, що такі ж знаки розрізнення використовували представники службової категорії К-13 (помічник командувача округом, армією, фронтом).

### Військове звання в 1935—1940 роках
22 вересня 1935 року постановою ЦВК та РНК СРСР «Про введення персональних військових звань начальницького складу Робітничо-Селянської Червоної Армії і о заснуванні положення о проходженні служби командним і начальницьким складом РСЧА» («О введении персональных воинских званий начальствующего состава Рабоче-Крестьянской Красной Армии и об учреждении положения о прохождении службы командным и начальствующим составом РККА») започатковані персональні військові звання, серед яких у вищому командному складі були присутні військові звання: комбриг, комдив, комкор, командарми 2-го і 1-го рангів; що майже повторювало систему посадових рангів яка існувала попередньо.
Військове звання комкор, було вище за рангом ніж комдив, але нижче ніж командарм 2-го рангу. Знаки розрізнення військовослужбовців розміщувалися на петлицях і на рукавах вище за обшлагів.
В 1940 році, для вищого командного складу вводяться генеральські звання, паралельно зі скасуванням попередніх звань. Представники вищого командного складу проходили переатестацію, після чого отримували нові звання (як генеральські та і звання нижчого рангу).
Рівні комкору звання начальницького складу були збережені. Їх продовжували надавати до 1942 року.
Слід зауважити, що на початок Радянсько-німецької війни, в 1941 році, деякі представники вищого командного складу ще продовжували носити старі звання, так як ще не пройшли переатестацію, чи були відновленні на службі (колишні в'язні).

### Співвідношення
| Рід військ                                      | Відповідне звання / Посада |
| Командний склад                                 | Командний склад |
| ----------------------------------------------- | --- |
| Народний комісаріат внутрішніх справ            | Комісар державної безпеки 3-го рангу, введене постановою ЦВК та РНК СРСР від 7 жовтня 1935 року (військовослужбовці прикордонних та внутрішніх військ НКВС мали військові звання, які вживалися в РСЧА) Інспектор міліції |
| Військово-морський флот                         | Флагман 1-го рангу |
| Начальницький склад                             | |
| сухопутні війська та ВПС                        | Корінженер |
| ВМФ                                             | Інженер-флагман 1-го рангу |
| військово-політичний склад усіх родів військ    | Корпусний комісар |
| військово-господарський склад усіх родів військ | Корінтендант |
| військово-юридичній склад усіх родів військ     | Корвійськюрист |
| військово-медичний склад усіх родів військ      | Корлікар |
| військово-ветеринарний склад усіх родів військ  | Корветлікар |

### Знаки розрізнення
Знаками розрізнення вищого командуючого складу РСЧА були позначені на петлицях з золотим кантом у вигляді металевих емальованих ромбів, а також у вигляді галунних кутів на рукавах.
Знаками розрізнення  комкору були три ромби у петлицях. На рукаві був шеврон у вигляді трьох золотих галунних кутів.
Слід зауважити, що знаки розрізнення вищого командуючого складу РСЧА зразку 22 вересня 1935 року, майже повторювали (за винятком маршалів Радянського Союзу та командармів першого рангу) знаки розрізнення командно-стройових посад зразку 20 червня 1924. До введення персональних звань по три ромби у петлицях носили представники вищого командуючого складу 12-ї категорії, на посадах: командувача та військового комісара корпусу; та 13-ї категорії, на посадах: помічник командувача військами військового округу, армії, фронту. Золоті канти на петлицях, як і кути на рукавах до 1935 року не використовувалися.
Знак розрізнення у вигляді трьох ромбів, використовувався для позначення посади «командир корпусу» з 1922 року.
Комкори берегової оборони та морської авіації носили форму військово-морських сил (РСЧФ). Знаки розрізнення розташовувалися на рукавах у вигляді смуг з золотої галунної стрічки, як і у старшого корабельного командного складу флоту. Відмінність була в тому, що просвіти між смугами були темно-брунатного (берегова оборона) чи блакитного (морська авіація) кольору, а у командного складу були кольору мундиру.
У комкора ВМФ знаки розрізнення аналогічні флагману 1 рангу, три смуги на рукаві: одна широка смуга вище якої дві середні; між смугами була облямівка військового кольору (блакитна чи темно-брунатна).

## Військове звання в внутрішніх та прикордонних військах НКВС СРСР

### Посада в 1919—1924 роках
В 1919 році Прикордонна охорона Російської республіки підпорядковувалася РВР, отож в ній відбувалися ті ж процеси які відбувалися в Червоній армії. Відбувається уніфікація одностроїв, вводяться знаки розрізнення за посадою яку займав військовослужбовець. При загальному червоноармійському однострої для прикордонників вводився зелений військовий колір. 17 липня 1920 року (після введення в РСЧА нарукавних знаків розрізнення по родам військ) прикордонникам надано нарукавні знаки існуючих в РСЧА зразків, але на зеленій суконній підкладці. Подібні процеси відбувалися в військах внутрішньої охорони (з 1920 війська внутрішньої служби, а з 1921 року війська ВНК). Як і в РСЧА посаду службовця вказувалося геометричними фігурами на рукаві: трикутниками, квадратами чи ромбами. Посаду командира корпусу, як і посаду заступника начальника штабу військ ДПУ позначали трьома ромбами на рукаві.
В січні 1922 року в РСЧА у зв'язку з введенням нової єдиної форми одягу знаки розрізнення військовослужбовців стали розміщуватися на спеціальному клапані, на лівому рукаві, що знайшло відображення в змінах однострою в органах ОДПУ. 24 липня 1922 року Наказом за військом № 260 встановлюється особиста форма та знаки розрізнення військ ДПУ, що здебільшого відповідали однострою РСЧА. Базовим кольором для військ ДПУ став чорним, нарукавні клапани та петлиці були чорні, клапани мали кольорові облямівки (штаби військ та округів — білі, піхота — червоні, кінному — блакитні, залізничники — малинові, авто бронечастини — жовті). Хоч на клапанах зірка завжди була червона суконна, але знаки розрізнення за посадою, були кольору облямівки. 30 листопада 1922 року Наказом № 563/2 для Окремого прикордонного корпусу встановлюється форма одягу, встановлена для військ ДПУ (згідно Наказу № 260) з заміною чорного військового кольору на зелений з зазначенням «облямівку не вводити», хоч в наказі прикордонникам присвоювалася облямівка військ ДПУ. Збереглися і емблеми родів військ на зеленій основі. Система знаків розрізнення як і в РСЧА продовжувала базуватися на використанні певної кількості трикутників, квадратів чи ромбів.
В 1923 році Наказом ДПУ № 222, відбулися зміни у одностроях, так прикордонники до однострою зразка 1922 року, отримали малинову облямівку на петлиці, клапани та кашкети; внутрішні війська отримали сірий колір з малиновою облямівкою.

### Посада в 1924—1935 роках
В 1924 року в однострої військовослужбовців РСЧА відбуваються чергові зміни, що знаходить відповідь в зміні одностроїв військовослужбовців ОДПУ. Клапани скасовуються, а знаки розрізнення починають розміщуватися на кольорових петлицях на комірі. Командний склад було поділено на: молодший, середній, старший та вищий склад. В 1924 році посадовими знаками розрізнення як і раніше були трикутники, квадрати та ромби, але в 1925 році відбуваються зміни внаслідок введення нового типу знаків розрізнення для старшого командного та начальницького складу — прямокутників («шпал»). Командир та комісар корпусу військ ОДПУ використовували за знаки розрізнення по три ромби у петлиці. Петлиці всіх військ та служб ОДПУ стали крапові з малиновою облямівкою, винятком стали прикордонники, яким залишили зелені петлиці.

### Військове звання в 1935—1940 році
В тому ж 1935 році коли були введені персональні військові звання в РСЧА, відбуваються подібні процеси в НКВС. Згідно з наказом НКВС СРСР № 319 від 10 жовтня 1935, постановою НКВС СРСР № 2250 від 7 жовтня 1935, а також наказами № 396 (по ГУДБ) и № 399 (ГУПВО) від 27.12.1935 року для особового складу певних Головних управлінь НКВС (як то ГУПВО та ГУДБ) вводяться персональні військові та спеціальні звання. Якщо співробітники ГУДБ отримали особливі звання то особовий склад ГУПВО (прикордонні та внутрішні війська) отримали звання за зразком раніше прийнятих в РСЧА. Введені вже в 1936 році знаки розрізнення (спершу на рукавах, пізніше на рукавах та петлицях) суттєво відрізнялись від армійських.
На петлицях з'являються повздовжні просвіти, певного кольору. Молодший командний начальницькі склади мали червоні просвіти, середній та старший склади мали сріблясті просвіти, вищий склад мав золотисті просвіти. Також на петлицях, в залежності від звання розташовувалася певні кількість сріблястих (старший склад), золотистих (вищий склад) п'ятипроменевих зірочок чи червоних емальованих трикутників (середній склад) та золотисто-червоних кутиків (молодший). Командний від начальницького складу відрізнявся наявність галунного золотого трикутнику внизу петлиці (інтендантський склад мав сині кути), колір петлиць був краповий для внутрішньої охорони (військ) та зелений для прикордонників. Носій звання «комкор», отримав за знаки розрізнення три золоті зірки на петлиці з золотим просвітом, а також три червони зірки з золотою облямівкою на рукаві.
Дані знаки розрізнення проіснували недовго і вже в 1937 році їх було скасовано, а замість їх ввели знаки розрізнення за зразком тих, що використовувалися РСЧА (а до 1935 року і в НКВС). Комкори ГУПВВ НКВС як і їх армійські колеги отримали по три ромби на кожну з петлиць, крапову чи зелену в залежності від роду військ (облямівка петлиць золота). На рукавах знаками розрізнення як і у військовослужбовців РСЧА стали кутові золоті шеврони, комкор військ НКВС мав на рукаві три золотих кутових шеврони. Звання комкор було найвищим військовим званням у військах НКВС.
7 травня 1940 року ПВР СРСР і РМ СРСР були встановлені генеральські звання для вищого командного складу. Для вищого командного та начальницького складу військ НКВС (від комкора до комбрига) це значило фактичне скасування всіх існуючих військових звань вищого комскладу і переатестацію на нові звання поза всякого зв'язку зі старими. У внутрішніх та прикордонних військах НКВС вищим командирам були надані тільки звання «генерал-майор» і «генерал-лейтенант».

## Галерея

Петлиця комкора РСЧА для шинелі
Петлиця комкора РСЧА на гімнастерку
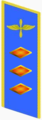
Петлиця комкора ВПС РСЧА на гімнастерку
Нарукавний шеврон комкора РСЧА з 3 грудня 1935
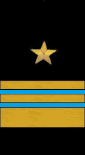
Нарукавний знак розрізнення комкора Морської авіації ВМФ, 1935-1940
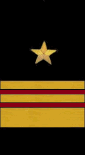
Нарукавний знак розрізнення комкора Берегової оборони ВМФ, 1935-1940
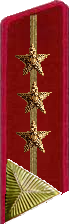
Знак розрізнення (петлиця) комкора внутрішніх військ НКВС, 1936-1937
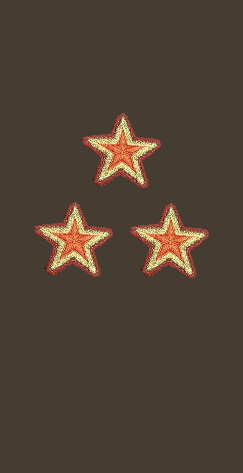
Нарукавний знак розрізнення комкора військ НКВС, 1936-1937

## Присвоєння
За період 1935—1940 роки звання комкор було присвоєно 146 особам начальницького складу. Значна доля перших радянських комкорів (59) була репресована в 1937—1938 роках.

### 1935
Наказом народного комісара оборони СРСР від 20.11.1935 № 239 присвоєно:
- Алафузо Михайло Іванович, розстріляний в 1937 році;
- Антонюк Максим Антонович, в 1938 році перебував під слідством, пізніше відновлений в рядах РСЧА, переатестований на генерал-лейтенанта, під час Війни 1941—1945 років знаходився на вищих командних посадах, командувач арміями;
- Апанасенко Йосип Родіонович, підвищений до командарма 2-го рангу, переатестований на генерал-полковника, підвищений до генерала армії, загинув під час війни 1941—1945 років;
- Аппоге Ернест Фріцевич, розстріляний в 1937;
- Базилевич Георгій Дмитрович, розстріляний в 1939 році;
- Баторський Михайло Олександрович, розстріляний в 1938 році;
- Богом'ягков Степан Миколайович, заарештований в 1938 році, в липні 1941 року засуджений на 10 років ВТТ, відбув термін, помер у вересні 1966 року;
- Василенко Матвій Іванович, розстріляний в 1937 році;
- Веліканов Михайло Дмитрович, підвищений до командарма 2-го рангу, розстріляний в 1938 році;
- Гайліт Ян Петрович, розстріляний в 1938 році;
- Гаркавий Ілля Іванович, розстріляний в 1937 році;
- Германович Маркіян Якович, розстріляний в 1937 році;
- Гіттіс Володимир Михайлович, розстріляний в 1938 році;
- Горбачов Борис Сергійович, розстріляний в 1937 році;
- Городовиков Ока Іванович, підвищений у званні до командарма 2-го рангу, переатестований на генерал-полковника, під час Війни 1941—1945 років представник Ставки ВГК щодо застосування кавалерії;
- Грибов Сергій Юхимович, розстріляний в 1938 році;
- Грязнов Іван Кенсоринович, розстріляний в 1938 році;
- Єфимов Микола Олексійович, розстріляний в 1938 році;
- Зонберг Жан Францович, розстріляний в 1938 році;
- Інгауніс Фелікс Антонович, розстріляний в 1938 році;
- Калмиков Михайло Васильович, розстріляний в 1938 році;
- Ковтюх Єпіфан Іович, розстріляний в 1938 році;
- Косогов Іван Дмитрович, розстріляний в 1938 році;
- Криворучко Микола Миколайович, розстріляний в 1938 році;
- Кулик Григорій Іванович, підвищений у званні до командарма 2-го рангу, потім до командарма 1-го рангу, став Маршалом Радянського Союзу, в 1942 році розжалуваний до генерал-майор а, заарештований в 1947 році і розстріляний в 1950 році;
- Кутяков Іван Семенович, розстріляний в 1937 році;
- Лавров Василь Костянтинович, розстріляний в 1938 році;
- Лапін Альберт Янович, заарештований в 1937 році, покінчив життя самогубством у в'язниці;
- Лацис Ян Янович, помер в 1937 році до початку масових репресій в РСЧА;
- Левич Василь Миколайович, розстріляний в 1937 році;
- Лісовський Микола Васильович, заарештований в 1938 році, в липні 1941 році засуджений на 10 років ВТТ і 5 років поразки в правах, повторно засуджений на 10 років заслання в 1950 році, звільнений із заслання в кінці серпня 1954 року народження, реабілітований в квітні 1955 року народження, помер 18 лютого 1957 року, посмертно переатестований на генерал-лейтенанта в 1957 році;
- Локтіонов Олександр Дмитрович, підвищений до командарма 2-го рангу, переатестований на генерал-полковника, заарештований 19.06.1941, розстріляний 28 жовтня 1941 роки;
- Лонгва Роман Войцехович, розстріляний в 1938 році;
- Меженінов Сергій Олександрович, розстріляний в 1937 році;
- Мулин Валентин Михайлович, розстріляний в 1938 році;
- Петін Микола Миколайович, розстріляний в 1937 році;
- Примаков Віталій Маркович, розстріляний в 1937 році;
- Пугачов Семен Андрійович, заарештований в 1938 році, в 1939 році засуджений на 15 років ВТТ і 5 років поразки в правах, помер в 23 березня 1943 року в ув'язненні;
- Путна Вітовт Казимирович, розстріляний в 1937 році;
- Сангурський Михайло Володимирович, розстріляний в 1938 році;
- Смолін Іван Іванович, розстріляний в 1937 році;
- Соколов Володимир Миколайович, розстріляний в 1939 році;
- Стороженко Олексій Олексійович, розстріляний в 1938 році;
- Тимошенко Семен Костянтинович, підвищений у званні до командарма 2-го рангу, потім до командарма 1 рангу, став Маршалом Радянського Союзу, під час Війни 1941—1945 років на вищих командних посадах, командувач фронтами;
- Тодорський Олександр Іванович, заарештований в 1938 році, в 1939 році засуджений на 15 років ВТТ, в 50-х роках реабілітований і відновлений в армії з присвоєнням звання генерал-лейтенанта, помер в 1965 році;
- Туровський Семен Абрамович, розстріляний в 1937 році;
- Урицький Семен Петрович, розстріляний в 1938 році;
- Фельдман Борис Миронович, розстріляний в 1937 році;
- Фесенко Дмитро Семенович, розстріляний в 1937 році;
- Хрипін Василь Володимирович, розстріляний в 1938 році;
- Чайковський Касьян Олександрович, заарештований 21.05.1937 року, помер у в'язниці в 1938 році;
- Ейдеман Роберт Петрович, розстріляний в 1937 році.

Наказом народного комісара оборони СРСР від 21. 11. 1935 № 2398 присвоєно:
- Вайнер Леонід Якович, розстріляний в 1937 році;
- Геккер Анатолій Ілліч, розстріляний в 1937 році.

Наказом народного комісара оборони СРСР від 23. 11. 1935 № 2412 присвоєно:
- Зото Степан Андрійович, помер в 1938 році;
- Стуцка Кирило Андрійович, розстріляний в 1937 році.

Наказом народного комісара оборони СРСР від 26. 11.1935 № 2484 присвоєно:
- Лепін Едуард Давидович, розстріляний в 1938 році;

29. 11. 1935 присвоєно:
- Фріновський Михайло Петрович, підвищений до командарма 1-го рангу, розстріляний в 1940 році.

### 1936
15. 02.1936 присвоєно:
- Куйбишев Микола Володимирович, розстріляний в 1938 році;
- Хаханьян Григорій Давидович, розстріляний в 1939 році;

17. 02. 1936 присвоєно:
- Угрюмов Леонтій Якович, розстріляний в 1937 році;

19.02.1936 присвоєно:
- Ткачов Іван Федорович, розстріляний в 1938;

16.04.1936 присвоєно:
- Восканов Гаспар Карапетович, розстріляний в 1937 році;

31.05.1936 присвоєно:
- Нейман Костянтин Августович, розстріляний в 1937 році;

### 1937
08.06.1937 присвоєно:
- Єфремов Михайло Григорович, підвищений до командарма 2-го рангу, переатестований на генерал-лейтенанта, під час Війни 1941—1945 років на вищих командних посадах, командувач арміями і фронтами, застрелився, перебуваючи в оточенні;

20. 06. 1937 присвоєно:
- Воронов Микола Миколайович, підвищений до командарма 2-го рангу, переатестований на генерал-полковника артилерії, під час Війни 1941—1945 років на керівних посадах в артилерії і ППО, головний маршал артилерії (1944);
- Павлов Дмитро Григорович , підвищений до командарма 2-го рангу, переатестований на генерал-полковника танкових військ, підвищений до генерала армії, на початку Війни 1941—1945 років командувач Західним фронтом, за розгром фронту відсторонений від посади, заарештований 04.07.1941, розстріляний;
- Смушкевич Яків Володимирович, підвищений до командарма 2-го рангу, переатестований на генерал-лейтенанта авіації, заарештований 08.06.1941 , розстріляний;

04. 07. 1937 присвоєно:
- Пумпура Петро Іванович , переатестований на генерал-лейтенанта авіації, заарештований 31. 05. 1941, розстріляний в 1942 році;

13. 08. 1937 присвоєно:
- Софронов Георгій Павлович, переатестований на генерал-лейтенанта, під час Війни 1941—1945 років на вищих командних посадах, командувач арміями;

28. 11. 1937 присвоєно:
- Петровський Леонід Григорович, в 1938 році звільнений з РСЧА, відновлений в листопаді 1940 року. Під час Війни 1941—1945 років командував 63-їм стрілецьким корпусом, 31.07.1941 року присвоєно звання генерал-лейтенант. Загинув в бою в 1941 році;
- Брянських Петро Олексійович, розстріляний 29 серпня 1938 роки;

31. 12. 193 присвоєно:
- Смирнов Ілля Корнилович, переатестований на генерал-лейтенанта, під час Війни 1941—1945 років на вищих командних посадах, командувач арміями.

### 1938
08.01.1938 присвоєно:
- Голиков Пилип Іванович, переатестований на генерал-лейтенанта, під час Війни 1941—1945 років на вищих командних посадах, командувач арміями і фронтами, Маршал Радянського Союзу (1961);
- Ковальов Михайло Прокопович, підвищений до командарма 2-го рангу, переатестований на генерал-лейтенанта, під час Війни 1941—1945 років командувач Забайкальським фронтом, генерал-полковник (1943) ;

04. 02.1938 присвоєно:
- Магер Максим Петрович, заарештований 21.09.1938, звільнений в 1940 році, 04.04.1941, розстріляний;
- Горячев Єлисей Іванович, застрелився в 1938 році;

19. 02. 1938 присвоєно:
- Штерн Григорій Михайлович, підвищений до командарма 2-го рангу, переатестований в генерал-полковники, заарештований 07. 06.1941 розстріляно;

20. 02. 1938 присвоєно:
- Астахов Федір Олексійович, переатестований на генерал-лейтенанта авіації, під час Війни 1941—1945 років на вищих командних і керівних посадах в ВПС і ЦВФ, маршал авіації (1944);

22. 02.1938 присвоєно:
- Калінін Степан Андріанович, підвищений до командарма 2-го рангу, переатестований на генерал-лейтенанта, під час Війни 1941—1945 років на вищих командних посадах, командувач арміями, заарештований в 1944, засуджений на 25 років ВТТ, в 50-х реабілітований, відновлений в армії і відправлений у відставку (1954);
- Качалов Володимир Якович, підвищений до командарма 2-го рангу, переатестований на генерал-лейтенанта, під час Війни 1941—1945 років на вищих командних посадах, командувач арміями, загинув у Великій Вітчизняній війні;
- Конєв Іван Степанович, підвищений до командарма 2-го рангу, переатестований на генерал-лейтенанта, під час Війни 1941—1945 років на вищих командних посадах, командувач арміями і фронтами, Маршал Радянського Союзу (1944);
- Мерецков Кирило Опанасович, підвищений до командарма 2-го рангу, переатестований на генерала армії, з 23 червня по вересень 1941 року під арештом, звільнений, під час Війни 1941—1945 років на вищих командних посадах, командувач арміями і фронтами, Маршал Радянського Союзу (1944);
- Птухін Євген Савич, переатестований на генерал-лейтенанта авіації, під час Війни 1941—1945 років начальник ВПС Південно-Західного фронту, заарештований 27 червня 1941 року, розстріляний в 1942;
- Сазонтов Андрій Якович, розстріляний в 1938;
- Степанов Максим Осипович, заарештований в 1938 році, засуджений в 1939 році на 20 років ВТТ і п'ять років поразки в правах, помер в 1945 році в ув'язненні;
- Тюленєв Іван Володимирович, підвищений до командарма 2-го рангу, переатестований на генерала армії, під час Війни 1941—1945 років на вищих командних посадах, командувач арміями і фронтами;
- Хмельницький Рафаїл Павлович, переатестований на генерал-лейтенанта, на початку Війни 1941—1945 років командував корпусом, потім був відсторонений від цієї посади так як не впорався, з 1943 року — начальник виставки зразків трофейного озброєння;
- Хозін Михайло Семенович, підвищений до командарма 2-го рангу, переатестований на генерал-лейтенанта, під час Війни 1941—1945 років на вищих командних посадах, командувач арміями і фронтами, генерал-полковник (1943);
- Шелухін Петро Семенович, переатестований на генерал-майора авіації, під час Війни 1941—1945 років займався підготовкою кадрів, генерал-лейтенант авіації (1944) ;

04. 04.1938 присвоєно:
- Яковлєв Всеволод Федорович, підвищений до командарма 2-го рангу, переатестований на генерал-лейтенанта;

13. 04. 1938 присвоєно:
- Бондар Георгій Йосипович, розстріляний в 1939 році;

14. 06.1938 присвоєно:
- Філатов Петро Михайлович, переатестований на генерал-лейтенанта, під час Великої Вітчизняної війни на вищих командних посадах, командувач арміями, загинув під час Війни 1941—1945 років;

15.07.1938 присвоєно:
- Єршаков Пилип Панасович, переатестований на генерал-лейтенанта, під час Війни 1941—1945 років на вищих командних посадах, командувач арміями, потрапив в полон, загинув в полоні в 1942 році.

### 1939
05. 02. 1939 присвоєно:
- Верьовкін-Рахальський Микола Андрійович, переатестований на генерал-лейтенанта, на керівній роботі в області навчальних закладів;

09. 02. 1939 присвоєно:
- Болдін Іван Васильович, підвищений до командарма 2-го рангу, переатестований на генерал-лейтенанта, під час Війни 1941—1945 років на вищих командних посадах, командувач арміями, генерал-полковник (1944);
- Захаркін Іван Григорович, підвищений до командарма 2-го рангу, переатестований на генерал-лейтенанта, під час Війни 1941—1945 років на вищих командних посадах, командувач арміями, генерал-полковник (1943);
- Захаров Матвій Васильович, переатестований на генерал-майора, під час Війни 1941—1945 років на вищих штабних посадах, начальник штабу ряду фронтів, Маршал Радянського Союзу (1959);
- Кругляков Тимофій Петрович, переатестований на генерал-майора, під час Війни 1941—1945 років на командних посадах в ППО, потім командир корпусу, потім запасний дивізії;
- Кузнецов Василь Іванович, переатестований на генерал-лейтенанта, під час Війни 1941—1945 років на вищих командних посадах, командувач арміями, генерал-полковник (1943);
- Курдюмов Володимир Миколайович, підвищений до командарма 2-го рангу, переатестований в генерал-лейтенанти, під час Війни 1941—1945 років на вищих командних посадах, командувач арміями;
- Пуркаєв Максим Олексійович, переатестований на генерал-лейтенанта, під час Війни 1941—1945 років на вищих командних і штабних посадах, командувач арміями і фронтами, генерал армії (1944);
- Ремезов Федір Микитович, переатестований на генерал-лейтенанта, під час війни 1941—1945 років на вищих командних посадах, командувач арміями;
- Семашко Валентин Владиславович, переатестований на генерал-майора, під час війни 1941—1945 років на штабних посадах, заарештований 10. 04. 1942, звільнений в 1946 році;
- Сівков Аркадій Кузьмич, переатестований на генерал-лейтенанта артилерії, під час Війни 1941—1945 років на командних і штабних посадах, загинув у Великій Вітчизняній війні;
- Смородинов Іван Васильович, підвищений до командарма 2-го рангу, переатестований на генерал-лейтенанта, під час Війни 1941—1945 років на вищих штабних посадах в Генштабі, генерал-полковник (1941);
- Чуйков Василь Іванович, переатестований на генерал-лейтенанта, під час Війни 1941—1945 років на вищих командних посадах, командувач арміями, Маршал Радянського Союзу (1955);
- Шевалдин Трифон Іванович, переатестований на генерал-лейтенанта, під час Війни 1941—1945 років на вищих командних посадах, командувач арміями;

09.04.1939 присвоєно:
- Воробйов Сергій Ілліч, переатестований на генерал-лейтенанта берегової служби;
- Мушнов Інокентій Степанович, переатестований на генерал-лейтенанта берегової служби;

31.07.1939 присвоєно:
- Жуков Георгій Костянтинович, переатестований на генерала армії, під час Війни 1941—1945 років на вищих командних і штабних посадах, командувач фронтами, Маршал Радянського Союзу (1943);

13.08.1939 присвоєно:
- Грендаль Володимир Давидович, підвищений до командарма 2-го рангу, переатестований на генерал-полковника артилерії, вніс колосальний вклад в розвиток радянської артилерії, помер від раку легенів в 1940 році;
- Попов Маркіан Михайлович, переатестований на генерал-лейтенанта, під час Війни 1941—1945 років на вищих командних і штабних посадах, командувач арміями і фронтами, генерал армії (1943);

04.11.1939 присвоєно:
- Бобкін Леонід Васильович, переатестований на генерал-майора, під час Війни 1941—1945 років на командних посадах, загинув на війні;
- Ватутін Микола Федорович, переатестований на генерал-лейтенанта, під час Війни 1941—1945 років на вищих командних і штабних посадах, командувач фронтами, генерал армії (1943), загинув на війні;
- Герасименко Василь Пилипович, переатестований на генерал-лейтенанта, під час Війни 1941—1945 років на вищих командних посадах, командувач арміями;
- Духанов Михайло Павлович, переатестований на генерал-майора, під час Війни 1941—1945 років на вищих командних посадах, командувач арміями, генерал-лейтенант (1943]);
- Єрьоменко Андрій Іванович, переатестований на генерал-лейтенанта, під час Війни 1941—1945 років на вищих командних посадах, командувач арміями і фронтами, Маршал Радянського Союзу (1955);
- Іванов Федір Сергійович, переатестований на генерал-лейтенанта, під час війни 1941—1945 років на вищих командних посадах, командувач арміями, заарештований в 1942 році за звинуваченням у пораженських настроях, в 1946 році звільнений, продовжив службу, з 1952 року в запасі;
- Кузнецов Федір Ісидорович, переатестований на генерал-лейтенанта, підвищений до генерал-полковника, під час Війни 1941—1945 років на вищих командних посадах, командувач арміями і фронтами;
- Лукін Михайло Федорович, переатестований на генерал-лейтенанта, під час війни 1941—1945 років на вищих командних посадах, командувач арміями, потрапив в полон 14.10.1941, після повернення з полону і перевірки відновлений в РСЧА і відправлений у відставку (1946);
- Медведєв Никифор Васильович, переатестований на генерал-лейтенанта, під час Війни 1941—1945 років на командних посадах;
- Морозов Василь Іванович, переатестований на генерал-лейтенанта, під час війни 1941—1945 років на вищих командних посадах, командувач арміями;
- Рєпін Василь Іванович, переатестований на генерал-лейтенанта;
- Рябишев Дмитро Іванович, переатестований на генерал-лейтенанта, під час війни 1941—1945 років на вищих командних посадах, командувач арміями і фронтами;
- Смирнов Андрій Кирилович, переатестований на генерал-лейтенанта, під час війни 1941—1945 років на вищих командних посадах, командувач арміями, загинув у німецько-радянській війні;
- Черевиченко Яків Тимофійович, переатестований на генерал-лейтенанта, підвищений до генерал-полковника, під час війни 1941—1945 років на вищих командних посадах, командувач арміями і фронтами;

23.12.1939 присвоєно:
- Фролов Валеріан Олександрович, переатестований на генерал-лейтенанта, під час Війни 1941—1945 років на вищих командних посадах, командувач арміями і фронтами, генерал-полковник (1943);

31.12.1939 присвоєно:
- Соколовський Василь Данилович, переатестований на генерал-лейтенанта, під час Війни 1941—1945 років на вищих командних і штабних посадах, командувач фронтами і начальник штабу ряду фронтів, Маршал Радянського Союзу (1946);
- Кликов Микола Кузьмич, переатестований на генерал-лейтенанта;

### 1940
21.02.1940 присвоєно:
- Парусинов Пилип Олексійович, переатестований на генерал-лейтенанта;

14.03.1940 присвоєно:
- Масленников Іван Іванович, переатестований на генерал-лейтенанта, під час Війни 1941—1945 років на вищих командних посадах, командувач арміями і фронтами, генерал армії (1944);

21.03.1940 присвоєно:
- Парсегов Михайло Артемович, переатестований на генерал-лейтенанта артилерії, під час Війни 1941—1945 років на вищих командних посадах, командувач арміями і артилерією ряду фронтів, генерал-полковник артилерії (1958);
- Гореленко Пилип Данилович, переатестований на генерал-лейтенанта;
- Денисов Сергій Прокопович, переатестований на генерал-лейтенанта авіації;
- Пядишев Костянтин Павлович, переатестований на генерал-лейтенанта, заарештований в 1941 році, помер в ув'язненні в 1943 році;
- Чибісов Никандр Євлампійович, переатестований на генерал-лейтенанта;

01.041940 присвоєно:
- Акімов Степан Дмитрович, переатестований на генерал-лейтенанта;

05. 04. 1940 присвоєно:
- Трубецький Микола Іустіновіч, переатестований на генерал-лейтенанта, заарештований 11 липня 1941 року, розстріляний 23.02.1942 року. Реабілітований 30.09.1955 року;

11.04.1940 присвоєно:
- Ричагов Павло Васильович, переатестований на генерал-лейтенанта авіації, заарештований 24. 06. 1941, розстріляний;
- Арженухін Федір Костянтинович, переатестований на генерал-лейтенанта авіації, заарештований 28 червня 1941 року, розстріляний 28.10.1941 року;
- Гусєв Костянтин Михайлович, переатестований на генерал-лейтенанта авіації, заарештований 11 липня 1941 року, розстріляний 23.02.1942 року;
- Жигарєв Павло Федорович, переатестований на генерал-лейтенанта авіації, в 1953 році присвоєно звання Маршал авіації, в 1955 році головний маршал авіації;

26. 04.1940 присвоєно:
- Жаворонков Семен Федорович, переатестований на генерал-лейтенанта авіації;

29. 04.1940 присвоєно:
- Романовський Володимир Захарович, переатестований на генерал-лейтенанта;
- Козлов Дмитро Тимофійович, переатестований на генерал-лейтенанта, під час Війни 1941—1945 років на вищих командних посадах, командувач арміями і фронтами.